# Ivan Polzounov
Ivan Ivanovitch Polzounov (né en 1728 – 27 mai 1766 n.s.) est un inventeur russe. Il a construit la première machine à vapeur de Russie et le premier moteur à deux temps au monde. Il est aujourd'hui considéré comme le premier à avoir énoncé le principe de la régulation automatique.

## Biographie
Ivan Polzounov est né dans l'Oural à Tourinsk (dans l'actuel oblast de Sverdlovsk), fils d'un militaire d'origine paysanne. Diplômé de l’École des Mines (qui porte aujourd'hui son nom) de Iekaterinbourg en 1742, il travailla d'abord comme apprenti aux ateliers Nikita Bakharev de l'Oural, puis à partir de 1748 devint contremaître aux mines d'argent Demidoff de Barnaoul.
À la bibliothèque de l’usine de Barnaoul, il découvrit les œuvres du physicien Mikhaïl Lomonossov ainsi que la description des premières machines à vapeur par Ivan Chlatter (1708-1768), qu’il étudia en autodidacte. Dès 1763 il assembla une machine à vapeur de 1,8 CV (1.2 kW) : elle comportait deux cylindres montés sur un même arbre et pouvait être utilisée sans apport d’eau extérieure, donc en plein désert ou en montagne : c’était là un énorme progrès par rapport aux machines de l’époque, qui nécessitaient une injection d’eau pour permettre le renvoi des pistons.
Le projet fut adressé à la tsarine Catherine II. La souveraine récompensa l'inventeur d'un prix de 400 roubles et le promut au rang de poroutchik, tout en se défiant de l’originalité du dispositif, puisqu’elle recommandait d’en revenir au condenseurs à eau « comme en Grande-Bretagne. »

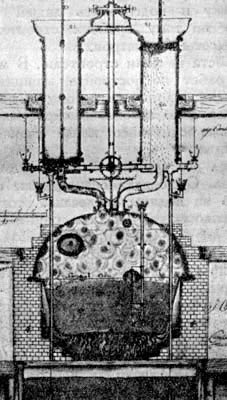
Moteur à vapeur Polzounov à deux cylindres.
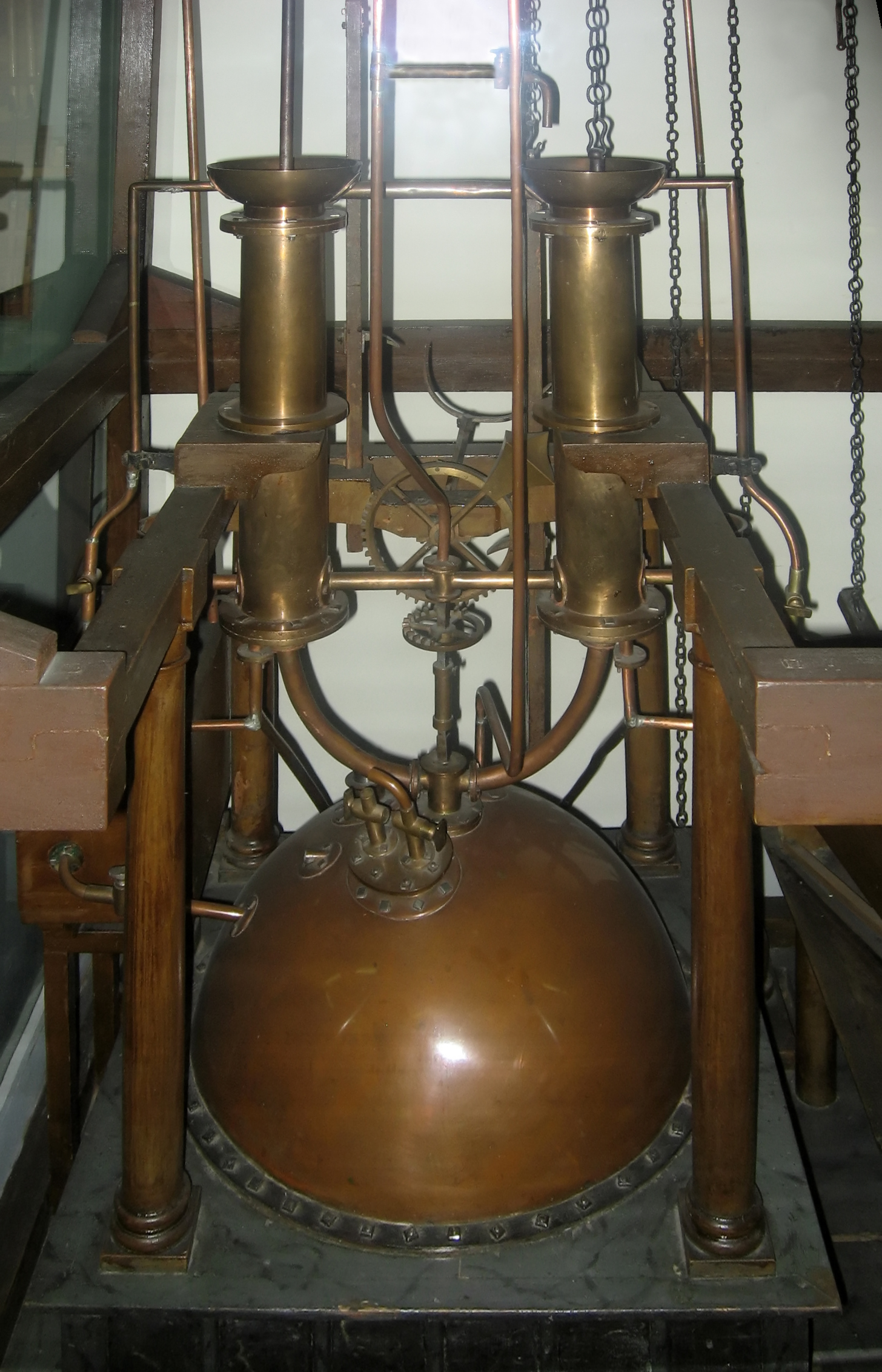
Reproduction d'un moteur Polzounov

En 1765, Polzounov conçut une grande machine à vapeur d’une puissance de 32 CV pour actionner les soufflets le tirage des hauts fourneaux. Elle était dotée d’un modérateur à flotteur permettant de contrôler le niveau d’eau dans les cylindres.
« Le principe qui en forme la base porte le nom de Polzounov : il consiste à comparer le niveau d’eau mesuré avec une grandeur donnée à l’avance, et le processus de réglage commence lorsque la grandeur à régler s’écarte de la valeur assignée. Ce qui importe ici, c’est que le réglage ne dépend pas des causes qui ont produit l’écart. »
— M. Méerov et al., Principes de la commande automatique.
Dès 1746, William Salmon avait décrit un robinet à flotteur propre à maintenir le niveau d'eau des réservoirs domestiques,.
Le général Porchine, directeur des usines de Barnaoul, accepta d’utiliser les moteurs à deux temps de Polzounov, car la région ne disposait pas de ressources hydrauliques suffisantes pour faire tourner les martinettes de forge en été.
On assembla la machine au cours de l’hiver et du printemps 1766 : les parois en étaient très minces et insuffisamment étanches. Frappé par la tuberculose, Ivan Polzounov s’affaiblit rapidement ; il crachait le sang mais poursuivit sa tâche, et rendit l’âme le 27 mai 1766 à l’âge de 37 ans, trois jours avant l’achèvement complet de sa machine. Celle-ci put fonctionner pendant trois mois, puis, malgré les économies réalisées jusque-là, on la démonta pour la remplacer par une machine de Watt. On peut voir une machine d’Ivan Polzounov en fonctionnement au musée de Barnaoul.
En hommage à cet inventeur russe, un astéroïde et un cratère de la Lune portent son nom, ainsi que le collège d'État de l'Oural Polzounov.